# Jürgen Jendrossek
Jürgen Jendrossek (* 24. Februar 1948 in Berlin) ist ein ehemaliger deutscher Fußballspieler. Der Offensivspieler hat von 1966 bis 1972 in der Fußball-Bundesliga für die Vereine 1. FC Köln und Arminia Bielefeld insgesamt 82 Ligaspiele absolviert und 18 Tore erzielt. Beim NEC Nijmegen hat Jendrossek in der erstklassigen Eredivisie in den zwei Runden von 1969 bis 1971 in 63 Ligaspielen 23 Tore erzielt. In seiner zweiten Saison 1973/74 bei der SG Wattenscheid 09 gewann der offensive Mittelfeldspieler/Stürmer die Meisterschaft in der zweitklassigen Fußball-Regionalliga West. In 34 Ligaspielen erzielte er 24 Tore für den Westmeister. Sein Spiel bestach durch Schnelligkeit, Technik, Spielwitz und die Kunst, das Spiel lesen zu können. 

## Laufbahn

### Jugend
Die Familie verzog früh von Spandau in den Westen und landete in Hamborn. Da wurde Jendrossek von seinem Vater bereits 1956 bei Hamborn 1890 zum Fußball angemeldet. Nach der Scheidung der Eltern zog er mit seiner Mutter nach Köln, wo er durch sie am 15. September 1958 beim FC angemeldet wurde. Er ging in Müngersdorf zur Schule und machte in Lindenthal seinen Schulabschluss. Er durchlief von 1958 (D1) bis 1962 (B1) alle Jugendmannschaften des 1. FC Köln. Nach drei Monaten in der B 1 gab es 1962/63 aber einen „sportlichen Bruch“: Jendrossek heuerte bei einer Reederei in Emden an und fuhr auf einem Frachtcontainer zur See. 1964 kehrte er wieder nach Köln zurück und spielte sofort wieder in der Jugend des FC. Jupp Röhrig war jetzt sein Trainer und förderte das Talent nach Kräften. Er wurde zweimal Mittelrheinmeister, 1965 auch Westdeutscher Meister und spielte in den Auswahlmannschaften des Kreises Köln, des FV Mittelrhein und des Westdeutschen Fußballverbandes. Dabei lernte er auch den fast gleichaltrigen Heinz Flohe aus Euskirchen kennen. Zur Saison 1966/67 wurde er beim FC in den Profikader übernommen.

### Start in der Bundesliga, Eredivisie, Bielefeld
Zur Saison 1966/67 startete der aus der FC-Jugend gekommene Jürgen Jendrossek, wie auch Karl-Heinz Struth und Heinz Flohe (Euskirchen) beim 1. FC Köln seine Profikarriere. Extern verpflichtete der Club von Präsident Franz Kremer noch Torhüter Milutin Šoškić und den Rechtsaußen Roger Magnusson für den Kader des neuen Trainers Willi Multhaup. Das Offensivtalent bewies in 19 Einsätzen mit fünf Toren seine Bundesligatauglichkeit und der FC belegte den siebten Rang. Im zweiten Multhaup-Jahr, 1967/68, wurde der Konkurrenzkampf durch die Neuzugänge Carl-Heinz Rühl und Heinz Simmet noch verstärkt. In der Bundesliga verbesserte sich die Mannschaft auf den vierten Rang und Jendrossek hatte in 15 Ligaeinsätzen drei Tore erzielt. Den wirklichen Erfolg feierte der 1. FC Köln aber im DFB-Pokal. Nach Siegen über FC Homburg (4:1), Eintracht Frankfurt (1:1 n. V.; Wiederholungsspiel 1:0 durch Jendrossek), Eintracht Braunschweig (2:1) und einem 3:0 im Halbfinale vor 53.000 Zuschauern in Köln gegen Borussia Dortmund stand Köln im Endspiel. Gegen Dortmund bildete Jendrossek mit Johannes Löhr und Heinz Hornig den siegreichen Angriff. Im Endspiel stürmte an seiner Stelle Rühl und der FC setzte sich mit 4:1 gegen den VfL Bochum durch. Die Saison war aber durch den Tod von Präsident Kremer im November 1967 überschattet. Jendrossek kam unter Multhaup-Nachfolger Hans Merkle in der Saison 1968/69 auf 19 Einsätze mit drei Toren. In der Tabelle stürzte der FC aber auf den 13. Rang ab. Im Tor vertraten Paul Heyeres (21 Spiele) und Rolf Birkhölzer (12 Spiele) mit wenig Erfolg den verletzten Stammtorhüter Soskic (2 Einsätze). Im Europapokal der Pokalsieger kam Jendrossek zu fünf Einsätzen mit einem Tor gegen ADO Den Haag, Randers Freja und im Rückspiel gegen den FC Barcelona, welches die Katalanen mit 4:1 für sich entschieden und den FC im Halbfinale aus dem Rennen warfen.
Nachdem er bis 1969 insgesamt 69 Spiele für den 1. FC bestritten hatte, verließ Jendrossek die Geißböcke und schloss sich für zwei Jahre dem NEC Nijmegen in der Eredivisie unter Trainer Wiel Coerver an. In zwei Runden bestritt der Mann aus Köln für das Team vom Goffertstadion 63 Ligaspiele und erzielte 23 Tore. In der Saison 1970/71 scheiterte er erst im Halbfinale des KNVB-Pokal mit 0:2 an Ajax Amsterdam.
In der Saison 1971/72 kehrte er mit Arminia Bielefeld noch einmal in die Bundesliga zurück. Bielefeld durchlebte aber eine Runde, welche weit mehr durch die Folgen des Bundesligaskandals als durch das sportliche Abschneiden in der Liga geprägt war. Am 19. Februar 1972 wurde die Arminia durch ein Sportgerichtsurteil des DFB wegen erwiesener Manipulation in fünf Fällen zum Abstieg in die oberste Amateurliga verurteilt. Alle Spiele der Mannschaft in der laufenden BL-Runde wurden für den Gegner gewertet. In der Berufungsverhandlung am 20. April wurde der Zwangsabstieg in die Regionalliga West abgemildert, aber versehen mit einer Hypothek von 10 Minuspunkten.
Neben Jendrossek hatten auch noch mit Dieter Burdenski (Torhüter), Gerd Kasperski, Georg Damjanoff, Roland Stegmayer und Peter Loof weitere Neuzugänge beim DSC zur Saison 1971/72 einen Vertrag unterschrieben. Unter Trainer Egon Piechaczek startete Bielefeld am 14. August 1971 mit einer 0:1-Heimniederlage gegen Rot-Weiß Oberhausen in die Runde. Jendrossek bildete mit Gerd Knoth und Ulrich Braun das Mittelfeld der Arminen. Der erste doppelte Punktgewinn gelang am 11. September durch einen 1:0-Heimerfolg gegen den VfB Stuttgart, wo Jendrossek in der 34. Minute den Siegtreffer erzielte. Die Hinrunde wurde nach 17 Spieltagen mit 9:25 Punkten auf dem 16. Rang beendet. Am 28. Januar 1972 übernahm der Niederländer Jan Notermans das Traineramt. Am Rundenende hatte Jendrossek in 29 Bundesligapartien sieben Tore für Bielefeld erzielt. Zur Runde 1972/73 schloss er sich der SG Wattenscheid 09 in der zweitklassigen Fußball-Regionalliga West an.

### Regionalliga West und 2. Bundesliga, 1972 bis 1981
Im Team vom Lohrheidestadion, maßgeblich gefördert vom Unternehmer Klaus Steilmann, erlebte Jendrossek die letzten zwei Runden der alten zweitklassigen Regionalliga West. Im ersten Jahr, 1972/73, kam der Neuzugang auf 32 Einsätze und erzielte 13 Tore, die SG belegte den fünften Rang. Am ersten Rundenspieltag, dem 30. Juli 1972, hatte Wattenscheid das Heimspiel gegen Sportfreunde Siegen mit 0:2 verloren. Mit Trainer Friedhelm Schulte wurden auch die zwei folgenden Spiele verloren, so dass ab dem siebten Spieltag (1. Oktober 1972; 2:0 gegen Erkenschwick) Karl-Heinz Feldkamp die Trainingsleitung in der Lohrheide übernahm. In der letzten Saison der zweitklassigen Regionalliga, 1973/74, entwickelte sich zwischen Wattenscheid, RW Oberhausen und Bayer Uerdingen ein Dreikampf um die Meisterschaft. Jendrossek spielte eine herausragende Runde: Der Techniker, Kombinationsfußballer und Torschütze in einer Person absolvierte alle 34 Rundenspiele und erzielte 24 Tore. Hinter Manfred Burgsmüller (29) und Lothar Kobluhn (25) belegte er damit den dritten Rang in der West-Torschützenliste. Viel wichtiger war aber der Gewinn der Meisterschaft mit der SG 09. Mit einem Punkt Vorsprung gegenüber RW Oberhausen entschied das Steilmann-Team das Meisterschaftsrennen zu seinen Gunsten. Die Offensive des Meisters wurde zu großen Teilen von Jendrossek und Hannes Bongartz (34-18) bestimmt. Wertvolle Mitstreiter waren daneben im Offensivspiel Ewald Hammes (33-16), Helmut Horsch (34-7), Detlef Rosellen (23-1) und Wolfgang Schmitt (26-13). In die BL-Aufstiegsrunde startete der Westmeister mit einem 3:2-Auswärtserfolg beim Favoriten Eintracht Braunschweig. Zwei Niederlagen gegen den 1. FC Nürnberg verhinderten den Erfolg in der Aufstiegsrunde; Braunschweig setzte sich vor den punktgleichen Nürnbergern durch und kehrte in die Bundesliga zurück. Jendrossek hatte in sieben Aufstiegsspielen zwei Tore erzielt. Nach zwei Jahren mit 66 Regionalligaspielen und 37 Toren begann für Jendrossek und Wattenscheid ab der Saison 1974/75 das Kapitel der neuen 2. Fußball-Bundesliga. Der erhoffte Durchbruch gelang in den ersten zwei Runden mit dem siebten ((1974/75) beziehungsweise achten (1975/76) Rang mit der SG nicht, im dritten Jahr rutschte das Steilmann-Team sogar auf den 15. Platz ab. Nach 76 Spielen in der 2. Bundesliga mit 31 Toren beendete Jendrossek im Sommer 1977 seine Aktivität bei Wattenscheid und kehrte in seine Heimatstadt Köln zur dortigen Viktoria zurück.
Mit den Schwarz-Weiß-Roten von der Viktoria wurde er 1977/78 in der Amateurliga Mittelrhein Meister und setzte sich mit seiner Mannschaft in den Aufstiegsspielen gegen die Konkurrenten DSC Wanne-Eickel, VfL Wolfsburg und SC Göttingen 05 durch und stieg in die 2. Bundesliga Nord auf. Im ersten Jahr, 1978/79, schaffte er mit der Viktoria (32:44 Punkte) und Mitspielern wie Torhüter Horst Holubeck, Manfred Kreis, Hermann Bredenfeld, Bernhard Hermes, Kurt Pinkall und Klaus Czizewski knapp auf dem 16. Rang den Klassenerhalt. Aufstiegstrainer Fritz Pott war im März 1979 von Ernst-Günter Habig abgelöst worden. Im zweiten Jahr, 1979/80, lief Jendrossek in 33 Ligaspielen auf und erzielte elf Tore. Viktoria Köln gelang mit 46:30 Punkten der Sprung auf den vierten Rang. Wesentlich dazu beigetragen hatten die Neuzugänge Bernd Helmschrot (Torhüter), Roland Mall, Frank-Michael Schonert, Wolfgang Lüttges und Burkhard Segler. Mit einem Punkt Vorsprung verwies man den Lokalrivalen SC Fortuna Köln auf den sechsten Rang. Die Saison 1980/81 war die letzte Runde der zweistaffeligen 2. Bundesliga; Viktoria Köln kam in einer 22er-Staffel auf den 11. Rang und war damit nicht qualifiziert für die eingleisige 2. Bundesliga ab 1981/82. Nach 83 Zweitligaspielen mit 18 Toren für Viktoria Köln beendete der 33-jährige Jendrossek im Sommer 1981 seine Profikarriere in Deutschland und ließ dann seine Karriere in der Saison 1981/82 in der dritten Division Frankreichs beim AS Corbeil-Essonnes ausklingen, ehe er ab 1982 im Kölner Amateurbereich beim FC Pesch bis 1988 als Spielertrainer arbeitete.
Jürgen Jendrossek ist seit August 2010 Rentner, nachdem er viele Jahre lang in Köln-Nippes ein Tabakwarengeschäft mit Lottoannahme betrieben hatte. Er lebt mit seiner Familie seit 1975 in Frechen-Königsdorf.

## Statistik

### Vereine
- 1966–1969 1. FC Köln
- 1969–1971 NEC Nijmegen
- 1971–1972 Arminia Bielefeld
- 1973–1977 SG Wattenscheid 09
- 1978–1981 SC Viktoria Köln
- 1981–1982 AS Corbeil-Essonnes/FRA
- 1982–1988 FC Pesch (als Spielertrainer)

### Spiele und Tore
- Bundesliga
  - 53 Spiele; 11 Tore 1. FC Köln
  - 29 Spiele; 7 Tore Arminia Bielefeld
- 2. Bundesliga
  - 76 Spiele SG Wattenscheid 09
  - 83 Spiele Viktoria Köln
  - 49 Tore
- DFB-Pokal
  - 11 Spiele; 1 Tor 1. FC Köln
- Europapokal der Pokalsieger; UEFA-Cup
  - 2 Spiele 1. FC Köln

### Erfolge
- 1968 DFB-Pokal-Sieger
- 1974 Meister Regionalliga West mit SG Wattenscheid 09